# Andrzej Szymczak
Andrzej Szymczak, poljski rokometaš, * 8. september 1948, Konstantynów Łódzki, † 6. september 2016, Konstantynów Łódzki.
Leta 1972 je na poletnih olimpijskih igrah v Münchnu v sestavi poljske rokometne reprezentance osvojil deseto mesto.
Čez štiri leta je z reprezentanco osvojil bronasto medaljo.